# Kuff

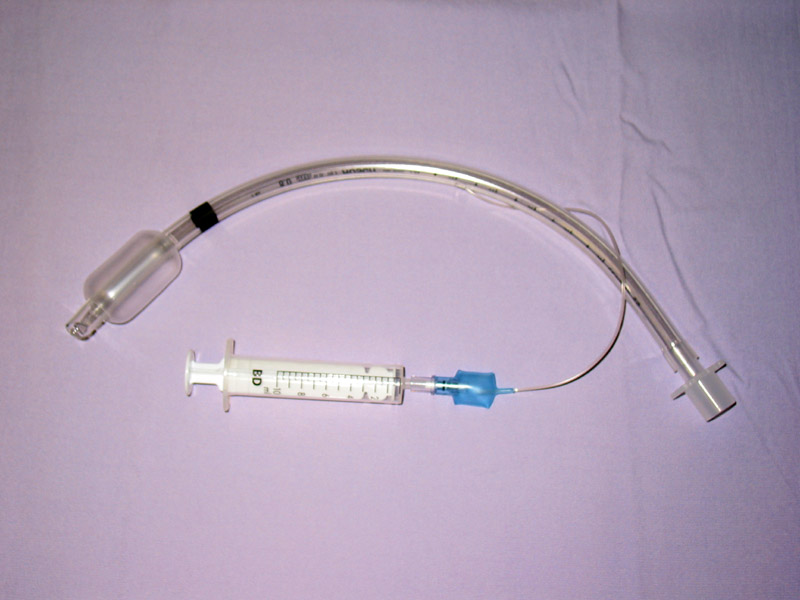
En endotrachealtub

Kuff är en slags ballong fylld med luft eller vätska. Kuffen på en endotrachealtub har till uppgift att sluta tätt mot luftstrupen. Kuffen på en urinkateter har till främsta uppgift att hålla katetern kvar i urinblåsan.